# Alfa Romeo Pomigliano d'Arco

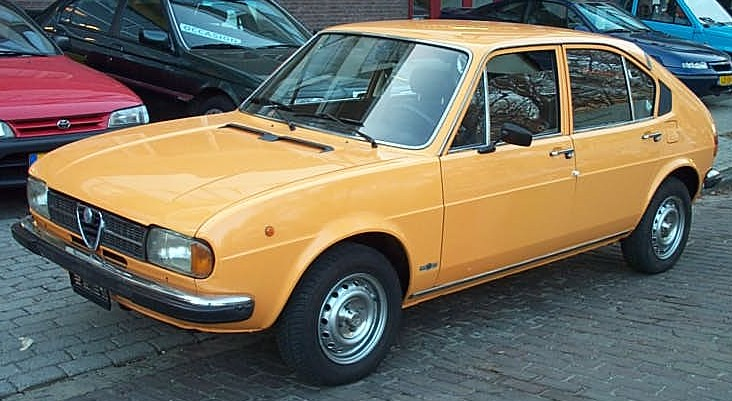
Alfasud var den första bilen som tillverkades i fabriken.

Alfa Romeo Pomigliano d'Arco, i dagligt tal Alfasud eller Alfasud Pomigliano och sedan 2008 officiellt Giambattista Vico, är en tillverkningsfabrik i Pomigliano d'Arco utanför Neapel grundad av Alfa Romeo 1968 och tillverkningsstart 1972. Idag tillverkar här Fiatkoncernen olika modeller, den sista Alfa som producerades här var Alfa 159 i oktober 2011. Fabriken har 6000 anställda. 

## Historia
Fabriken hade en föregångare i den flygmotortillverkning som Alfa Romeo startade på samma ort 1938. Här tillverkades Daimlers flygmotorer under andra världskriget. Fabriken bombades under kriget och tillverkningen återupptogs 1952. Samtidigt hade Finmeccanica Officine di Costruzioni Aeronautiche e Ferroviarie Aerfer, kort Aerfer. Till en början tillverkades järnvägsfordon och trådbussar och sedan började man placera produktion av stridsflygplan för italienska flygvapnet och Nato. 
I början av 1960-talet hade Alfa två fabriker: Portellofabriken som grundats 1910 utanför Milano och en andra i Arese som öppnats 1963. Den italienska staten och dess industrikoncern IRI som ägde Alfa Romeo beslöt att öppna en tredje fabrik i södra Italien som ett sätt att utveckla den del av landet. Det var också tänkt att minska migrationen från södra till norra Italien. Planeringen av bilfabriken och den nya modellen Alfasud leddes av Rudolf Hruska. Ett eget bolag under namnet Alfasud S.p.A. skapades för ändamålet med ägarna Alfa Romeo (88%), Finmeccanica (10%) och Istituto per la Ricostruzione Industriale (IRI) (2%). Tillverkningen startade i april 1972. Efter Alfasud har bland annat Alfa Romeo 155, Alfa Romeo 145 och Alfa Romeo 146 tillverkats här.
1986 blev fabriken en del av Fiats produktionsanläggningar sedan Finmeccanica sålt sina Alfa Romeo-aktier till Fiat. Sedan 2008 heter fabriken Giambattista Vico och är en del i koncernenheten Fiat Group Automobiles.